# Moby Grape
Moby Grape  est un groupe de rock américain des années 1960.
La particularité du groupe est que ses cinq membres  contribuent au chant et à l'écriture des chansons. Le groupe réalise un rock inspiré du folk, du blues, de la country et du jazz.

## Biographie
Le groupe est formé à San Francisco fin de 1966, à l'initiative de Matthew Katz, directeur de Jefferson Airplane, autour du guitariste Skip Spence, ex-batteur original de Jefferson Airplane.
Le guitariste Jerry Miller (qui a été classé 68 des 100 meilleurs guitariste par la revue Rolling Stone), le batteur Don Stevenson (Jerry Miller et Don Stevenson avaient joué ensemble dans The Frantics), le guitariste rythmique (et fils de l'actrice Loretta Young) Peter Lewis (venant de quitter "Peter and the Wolves") et le bassiste Bob Mosley complètent le groupe.
Comme Jefferson Airplane, Grateful Dead, Steve Miller Band, Big Brother and the Holding Company (avec Janis Joplin), Santana, Quicksilver Messenger Service et d'autres, Moby Grape est un groupe de référence du San Francisco Sound et du "Summer of Love".

## Discographie

### Albums studio
- Moby Grape (1967)
- Wow/Grape Jam (en) (1968)
- Moby Grape '69 (en) (1969)
- Truly Fine Citizen (en) (1969)
- 20 Granite Creek (en) (1971)
- Fine Wine (en) (1976 Polydor Allemagne avec seulement Bob Mosley, Jerry Miller, Michael Been et John Craviotto)
- Moby Grape '84 (en) (1984)
- Legendary Grape (en) (2003)

### Albums live
- Live Grape (en) (1978)
- Moby Grape Live (en) (2010)

### Compilations
- Great Grape (en) (1973)
- Vintage: The Very Best of Moby Grape (en)  (1993)
- Crosstalk: The Best of Moby Grape (en) (2004)
- Listen My Friends! The Best of Moby Grape (en) (2007)
- The Place and the Time (en) (2009)